# كنيس عدن الكبير
كنيس عدن الكبير المعروف باسم كنيس درع أبراهام بني في عام 1858 في مدينة عدن. كان يتسع لحضور ألفين شخص. المنبر من الرخام النقي الأبيض مصقول مع عتبات رخامية سبع مؤدية إليه. الأرضية مبنية من الرخام ومنقوشة بالأبيض والأسود كما في لوحة الشطرنج. كان مدخل الكنيس من خلال فناء ضخم الذي يعتبر بمثابة مكان للعبادة أيام السبت والأيام المقدسة العالية. كما بني ميكفاه على الجانب الجنوبي من الكنيس. تم تدمير الكنيس بعد حرقه خلال مذبحة عدن 1947، والتي كانت سبب بتهجير آلاف اليهود من عدن.